# Быстрик (Воронежская область)
Быстрик — хутор на севере Семилукского района Воронежской области.
Административный центр Землянского сельского поселения.

## География
На хуторе имеется одна улица — Быстрик.

## Население
| 2010 |
| ---- |
| 51   |